# Rafael Viteri
Rafael Viteri Chavarri (Bilbao, Vizcaya, 11 de julio de 1952) es un exfutbolista español de la década de los años 1970. Fue conocido futbolísticamente como Viteri. Disputó 78 encuentros de Primera División, en los que anotó 19 goles.

## Biografía
Se formó en la cantera del Athletic Club. Formó parte del Bilbao Athletic entre 1970 y 1973, donde anotó más de una treintena de goles. Su debut con el primer equipo del Athletic Club, con gol incluido, tuvo lugar el 19 de noviembre de 1972 ante el Valencia. Una semana después logró un doblete como local ante el Real Oviedo. Acabó la temporada disputando catorce encuentros, diez de ellos como titular. 
En 1973 se incorporó al Burgos Club de Fútbol. En la temporada 1975-76 fue el máximo goleador del equipo, ayudando así al ascenso a Primera División. En las siguientes dos temporadas, ya en Primera División, marcó ocho y siete goles, respectivamente. Se retiró al acabar la temporada 1978-79, después de haber disputado tres partidos.

## Clubes
- Bilbao Athletic (1970-72)
- Athletic Club (1972-73)
- Burgos Club de Fútbol (1973-79)

## Palmarés
| Título                | Club          | País   | Año  |
| --------------------- | ------------- | ------ | ---- |
| Copa del Generalísimo | Athletic Club | España | 1973 |